# Jarząbkowa Bramka
Jarząbkowa Bramka (słow. Jariabkova bránka) – skalne zwężenie Jarząbkowego Żlebu w masywie Młynarza w słowackich Tatrach Wysokich. Znajduje się w lesie, na wysokości około 1400 m w lewych zboczach Doliny Białej Wody. Po lewej stronie (patrząc od dołu) Jarząbkową Bramkę tworzą pionowe skały, po prawej przewieszone skałki o wysokości kilkunastu metrów. Pomiędzy skałami tworzącymi skalisty wąwóz znajduje się zbudowany z płyt próg, z którego spada wodospad. Od tego miejsca w górę ograniczenie Jarząbkowego Żlebu tworzą Jarząbkowa Turnia i Jarząbkowe Skałki.